# Rastiš
Rastiš (en serbe cyrillique : Растиш) est un village du sud-est du Monténégro, dans la municipalité d'Ulcinj.

## Démographie

### Évolution historique de la population
| 1948 | 1953 | 1961 | 1971 | 1981 | 1991 | 2003 |
| ---- | ---- | ---- | ---- | ---- | ---- | ---- |
| 350  | 369  | 405  | 453  | 565  | 527  | 409  |